# Violet Carsonová
Violet Helen Carsonová, nepřechýleně Violet Helen Carson, OBE (1. září 1898 Manchester – 26. prosince 1983 Blackpool, Spojené království) byla britská rozhlasová, divadelní a televizní herečka, zpěvačka a klavíristka, která měla dlouhou a slavnou kariéru jako herečka a umělkyně zejména na rozhlasové stanici BBC a v posledních dvou desetiletích svého života známá především jako Ena Sharplesová v mýdlové opeře Coronation Street, kterou vysílá televize ITV. Tento seriál je zapsán do Guinnessovy knihy rekordů jako nejdéle vysílaný televizní seriál na světě. a Violet Carsonová zde hrála jednu z hlavních původních postav od prvního dílu seriálu v roce 1960 přes dvacet let až do roku 1980.

## Mládí a počátky kariéry
Violet Carsonová se narodila ve čtvrti Ancoats v Manchesteru. Její skotský otec William Brown Carson provozoval mlýn na mouku a matka Mary Clarke Carsonová (rozená Tordoffová) byla amatérská zpěvačka. V dětství navštěvovala hodiny klavíru, zatímco chodila do církevní anglikánské školy, a vystupovala se svou mladší sestrou Nellie jako pěvecká skupina Carson Sisters. V roce 1913 se stala filmovou klavíristkou, která zajišťovala živý hudební doprovod k němým filmům. Když po nástupu ozvučených filmů vyšly němé filmy z módy, Violet Carsonová se věnovala zpěvu.
Dne 1. září 1926 (v den svých 28. narozenin) se provdala za silničního podnikatele George Peploeho. Její manžel George Peploe zemřel v roce 1929 ve věku 31 let. Neměli spolu žádné děti a Violet Carsonová se nikdy znovu nevdala. Její skutečný osud s předčasnou smrtí manžela se do značné míry podobal osudu její klíčové role, postavy Eny Sharplesové v seriálu Coronation Street, kterou vytvořila o mnoho let později. V seriálu zahynul Enin snoubenec v první světové válce a její seriálový manžel předčasně zemřel v roce 1937.

## Rozhlasová a divadelní kariéra
V roce 1935 Violet Carsonová začala pracovat v rozhlasové stanici BBC v Manchesteru, kde zpívala různé písně od komických ve stylu musical hall až po lehké operní árie. Začínala v pořadu Songs at the Piano a byla pravidelnou členkou pořadu Children's Hour na BBC Home Service a hvězdou pořadu Nursery Sing Song from Manchester, v němž často zpívala s o mnoho let mladším producentem Trevorem Hillem. Navzdory všeobecnému mínění nebyla nikdy známá jako „Auntie Vi" (teta Vi), tento přívlastek patřil ve 20. letech 20. století pouze Violet Fraserové. „Nikdy jsem nebyla ničí teta,“ zdůrazňovala, když o ní Trevor Hill v roce 1981 natočil vzpomínkový rozhlasový pořad pro BBC. Za druhé světové války spolupracovala s „Council for the Encouragement of Music and the Arts“ (Radou pro podporu hudby a umění) a šest let byla také klavíristkou rozhlasového pořadu „Have A Go“ v produkci Mabel a Wilfreda Picklesových.
Její rozsáhlá rozhlasová kariéra zahrnovala i pětileté období moderování a vedení rozhovorů v pořadu Woman's Hour a hrála v mnoha rozhlasových hrách. Při natáčení rozhlasového pořadu pro děti v roce 1951 poprvé spolupracovala s Tonym Warrenem, pozdějším tvůrcem seriálu Coronation Street. Její divadelní kariéra zahrnovala roli vévodkyně z Yorku v tragédii Richard III. od Williama Shakespeara.

## Coronation Street
Britští diváci si Violet Carsonovou nejvíce pamatují díky roli Eny Sharplesové v seriálu Coronation Street, kde tuto postavu hrála od prvních dílů seriálu v roce 1960 až do roku 1980. V roce 1962 byla za ztvárnění postavy Eny Sharplesové vyhlášena osobností roku televize ITV. Po většinu svého působení v seriálu pořadu se Eny Sharplesová kvůli svému moralizování pravidelně střetávala s postavou Elsie Tannerové (kterou hrála Patricia Phoenixová). Objevila se hned v první epizodě seriálu, která se vysílala 9. prosince 1960.
Dne 14. února 1968 Violet Carsonová vyplula ze Southamptonu na lodi Oriana společnosti Orient Lines, která směřovala do Austrálie. Do Fremantle dorazila 6. března 1968 a do Melbourne 9. března. V docích ji přivítaly tisíce Australanů. Dne 22. března 1968 se zúčastnila 10. ročníku udílení cen TV Week Logie Awards (pojmenovaných po vynálezci prvního televizoru Johnu Logie Bairdovi) v hotelu Southern Cross v Melbourne, kde předala ceny některým vítězům toho roku.
Jako zpěvačka byla Violet Carsonová sopranistka a mimo jiné se pravidelně účastnila legendárního křesťanského pořadu Stars on Sunday během jeho desetiletého vysílání od roku 1969.
Od 70. let 20. století Violet Carsonová trpěla špatným zdravotním stavem, což se na jejím účinkování v seriálu Coronation Street projevilo negativně a v průběhu desetiletí hrála postavu Eny Sharplesové nepravidelně a často jen sporadicky. Po většinu roku 1974 v seriálu chyběla úplně, protože utrpěla mrtvici. V dubnu 1980 se Carsonová objevila v seriálu Coronation Street naposledy. V tomto dílu bylo jako vysvětlení její další absence v seriálu odvysílána zápletka, v níž se Ena přestěhovala do města Lytham St. Annes ke své kamarádce, zatímco její byt v komunitním centru v Korunovační ulici procházel dlouhodobou rekonstrukcí. V té době Violet Carsonová onemocněla zhoubnou anémií a byla nucena pořad opustit, i když v té době se ještě předpokládalo, že se někdy později do seriálu vrátí. K tomu však nikdy nedošlo a všechny další již připravené dějové linie, v nichž figurovala její postava Eny Sharplesové, byly kvůli špatnému zdravotnímu stavu Carsonové odloženy.
Po definitivním odchodu ze seriálu Coronation Street Violet Carsonová žila v bungalovu ve vesničce Bispham na okraji přímořského města Blackpool společně se svou sestrou Nellie a odmítala se objevovat na veřejnosti. Rok po odchodu ze seriálu podstoupila operaci abscesu, ze které se nikdy zcela nezotavila.

## Úmrtí
Violet Carsonová zemřela na selhání srdce o Vánocích v roce 1983 (26. prosince) ve věku 85 let. Byla zpopelněna v krematoriu Carleton v Blackpoolu a je pohřbena na hřbitově u farního kostele Bispham v Blackpoolu. V lednu 1984 se v manchesterské katedrále konala zádušní mše věnovaná Violet Carsonové, které se zúčastnilo několik jejích kolegů z Coronation Street včetně Williama Roache, který v seriálu hraje postavu Kena Barlowa od samého počátku seriálu až do roku 2023 a je tak celosvětově nejdéle hrajícím hercem v jednom seriálu.

## Ocenění a pocty
Violet Carsonová byla v roce 1965 vyznamenána zlaceným křížem důstojníka Řádu britského impéria (OBE). V Muzeu voskových figurín Madame Tussaud má svou figurínu nejen v hlavním muzeu v Londýně, ale také v pobočce v Blackpoolu. V roce 1961 zahajovala festival Blackpool Illuminations, který se koná již od roku 1879. Před studiem Granada v Manchesteru, kde natáčela nejen seriál Coronation Street, ale i většinu ostatních rolí.

## Růže 'Violet Carson'
Na její počet byl v roce 1964 pojmenován neobvyklý kultivar růže, který v letech 1963–1964 vyšlechtil severoirský šlechtitel Samuel McGredy IV. Růže 'Violet Carson' je lososově růžový kultivar růže, husté poloplné květy dosahují průměru kolem 8 cm, mají až 35 okvětních lístků a objevují se ve volných shlucích po 3 až 15 v květenstvích po celou sezónu. Mají jemnou až silnou sladce pižmovou vůni a elegantní tvar květu s vnějšími okvětními lístky, které se dekorativně ohýbají směrem ven. Jejich barva se pohybuje od rumělkové až po silně růžovou s krémovým středem a rubem popisovaným jako citronový nebo stříbřitý u mladých květů, který se u zralých okvětních lístků mění na růžový a bílý.

## Výběrová filmografie
| Název                                          | Rok       | Role                       |
| ---------------------------------------------- | --------- | -------------------------- |
| Variety on View (seriál)                       | 1947      | Ilustrátorka hudebních děl |
| A Job for the Boy (TV film)                    | 1957      | Maggie Lomax               |
| When We Are Married (TV film)                  | 1957      | Maria Helliwell            |
| One Man Absent (TV film)                       | 1958      | Mrs. Trubble               |
| Television Playwright (TV film)                |           | Sarah Oldroyd              |
| Champion Road (seriál)                         | 1958      | Mrs. Briggs                |
| Make Yourself at Home (TV minisérie)           | 1958      | různé role                 |
| The Clayhanger Family (seriál)                 | 1959      | Aunty Hamps                |
| Saturday Playhouse (seriál)                    | 1959      | Emily Baxter               |
| BBC Sunday-Night Play (seriál)                 | 1960      | Fanny Brighouse            |
| (Shakespeare's) An Age of Kings (TV minisérie) | 1960      | vévodkyně z Yorku          |
| A Royal Gala (seriál)                          | 1963      | host                       |
| All Star Comedy Carnival (TV film)             | 1969      | Ena Sharplesová            |
| Spectrum (dokumentární seriál)                 | 1972      | sama sebe (jako host)      |
| Stars on Sunday (seriál)                       | 1970–1972 | host                       |
| This Is Your Life (dokumentární seriál)        | 1971–1980 | různá vystoupení           |
| Coronation Street (seriál)                     | 1960–1980 | Ena Sharplesová            |